# Cillier Kreis

Der Cillier Kreis Ende des 18. Jahrhunderts, mit Kurzbeschreibung

Der Cillier Kreis oder Kreis Cilli, Cilleyer Kreis, war eine Verwaltungseinheit des Herzogtums Steiermark in Innerösterreich. Er wurde als südlicher Teil der Untersteiermark bezeichnet.

## Entstehung
Der Cillier Kreis war nach der Stadt Cilli (lat. Celeia, slow. Celje) benannt, er entstand im Rahmen der Verwaltungsreform unter Maria Theresia ab 1748. Diese Reform löste die frühere Einteilung der Steiermark in Viertel ab. Der Kreis lag auf dem Gebiet des früheren Cillier Viertels. Die Gebietsreform, der er sein Entstehen verdankt, wurde unter Graf Haugwitz eingeleitet und ab 1760 unter Graf Kaunitz fortgeführt. An der Spitze der Verwaltungs- und Gerichtsbehörden des Kreises stand ein Kreishauptmann, der das Kreisamt mit Beamten führte. Damit war erstmals eine Verwaltungseinrichtung geschaffen, die zwischen den Verwaltungen der Grundherrschaften und der Regierungsebene lag.

## Lage
Im Norden des Cillier Kreises lag der Marburger Kreis, im Osten das ungarische Komitat Agram (Zagreb), im Süden der Neustädtler Kreis und im Westen der Klagenfurter Kreis.
Ab 1. November 1783 wurden einige Pfarrsprengel südlich der Drau an den Marburger Kreis abgegeben (St. Lorenzen am Bachern/Lovrenc na Pohorju westlich von Marburg, Kötsch, Schleinitz, St. Lorenzen am Draufeld/Lovrenc na Dravskem polju, Haidin bei Pettau, St. Veit und Sauritsch). In diesen Grenzen blieb der Kreis bis zu den Reformen ab 1848 bestehen.
1788 wurden im Cillier Kreis 175.005 Einwohner gezählt. Der Kreis hatte damals eine Fläche von 64¾ Quadratmeilen.

## Ende
Durch die Verwaltungsreform ab 1848 wurde der Kreis mit dem Marburger Kreis zusammengelegt.  Im Rahmen der Gerichtsorganisation im Gebiet dieses neuen Marburger Kreises wurde (neben den Bezirksgerichten) aber auch ein Landesgericht Cilli am Sitz der früheren Kreisverwaltung geschaffen. Dieses Gericht war für die hauptsächlich von Slowenen („Wenden“) bewohnten Gebiete der Steiermark im damaligen Marburger Kreis zuständig. Die Wahl dieses Ortes wurde mit dem Grundsatz der Gleichberechtigung der Nationalitäten begründet, die nicht zentrale Lage unter Hinweis auf die Eisenbahnverbindung nach Marburg in Kauf genommen.

Das Gebiet des Cillier Kreises vom 17. bis zum 19. Jahrhundert
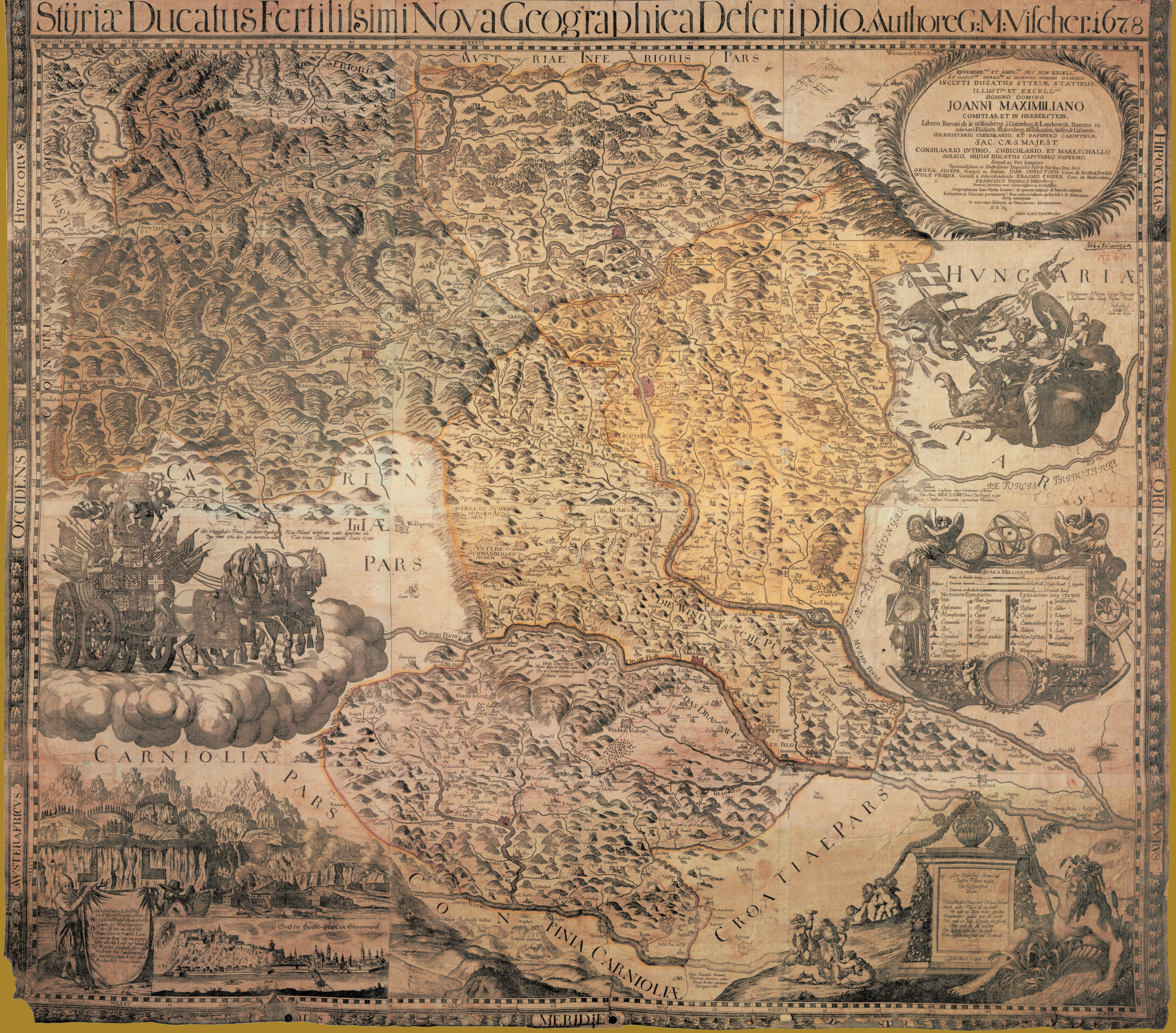
1678: Das Cillier Viertel der Steiermark, Vorläufer des Cillier Kreises
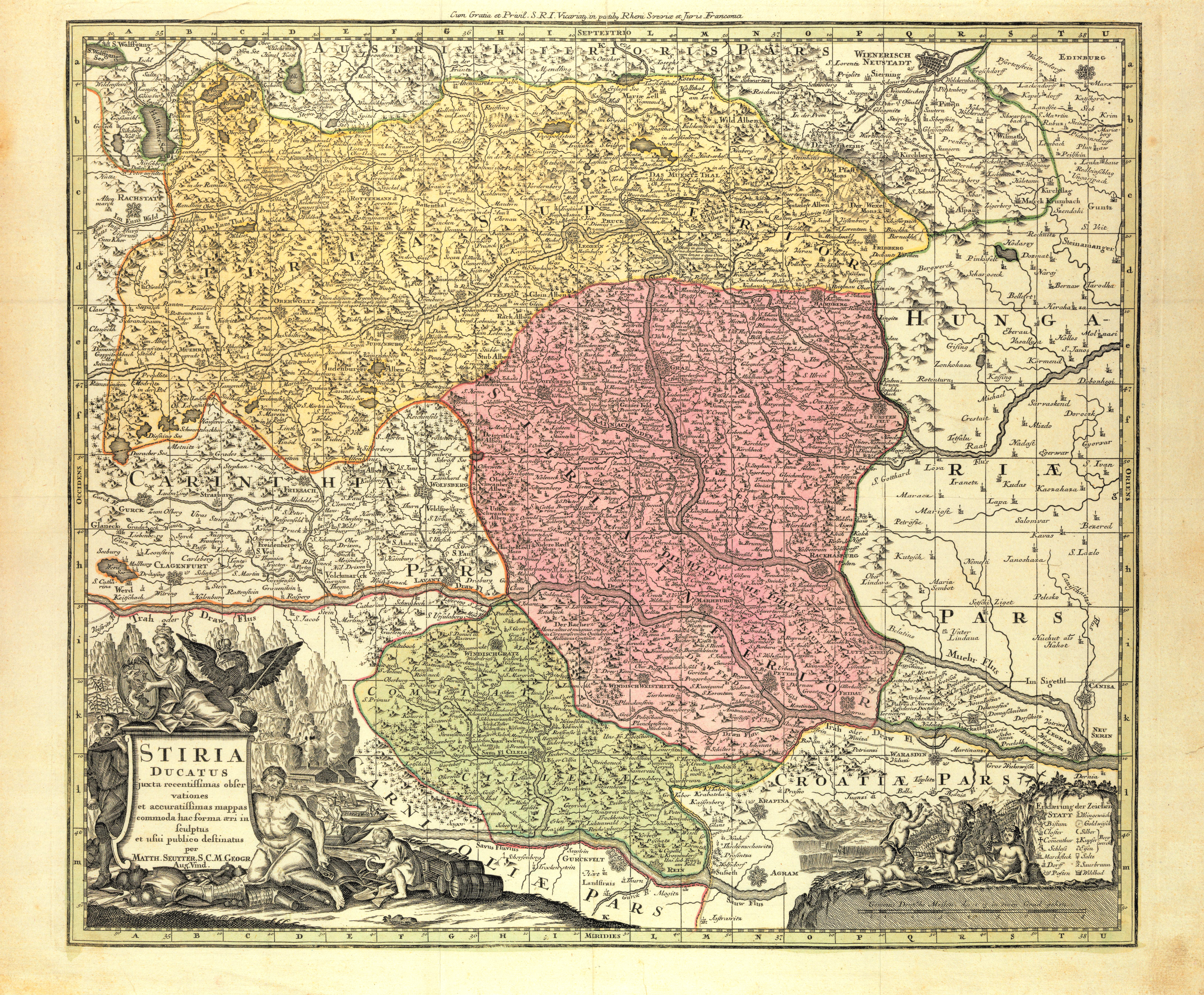
1728: Das Gebiet der früheren Grafschaft Cilli wurde damals nicht als Teil der Untersteiermark dargestellt
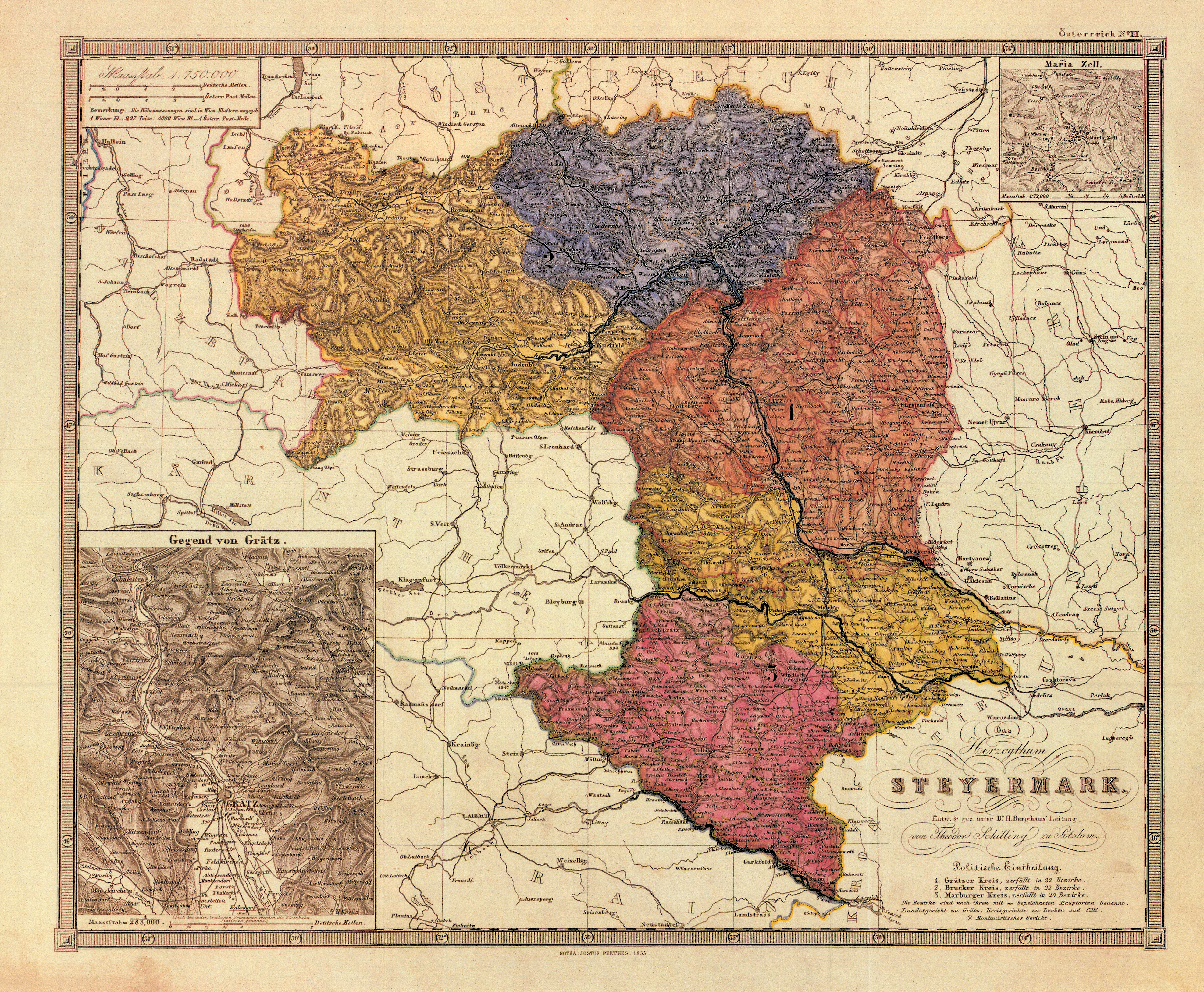
1855: Das Gebiet des Cillier Kreises im Süden der Steiermark, 1855, bereits mit der Angabe der neuen (drei) Kreise und Nummerierung als Teil des damaligen Marburger Kreises.